# تحصيل دراسي

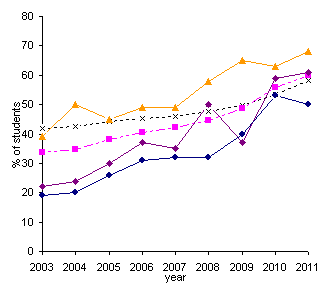
نتائج الرسم البياني للأداء المقارن ل الشهادة العامة للتعليم الثانوي.

التحصيل الدراسي أو  الأداء الأكاديمي هو محصلة التعليم. هو المدى الذي يحقق عنده الطالب أو المعلم أو المؤسسة أهدافهم التعليمية.
يُحسب التحصيل الدراسي عادة عن طريق الفحوصات أو التقييم المستمر ولكن لم يتفق الجميع على أفضل طريقة لاختبار ذلك أو أهم خواصه - المعرفة الإجرائية مثل المهارات أو المعرفة التصريحية مثل الحقائق
في ولاية كاليفورنيا، يُقاس التحصيل الدراسي عن طريق مؤشر الأداء الأكاديمي.

## الاختلافات الفردية التي تؤثر على الأداء الأكاديمي
تم عمل حلقة وصل بين الاختلافات الفردية في الأداء الأكاديمي واختلافات الذكاء والشخصي.
يميل الطلاب ذوي القدرة الذهنية العالية كما هو موضح في اختبارات معدل الذكاء (المتعلمين بسرعة) والآخرون الذين يبذلون قدر كبير من الاجتهاد (تم ربطه بدافع الجهد والتحصيل) للوصول لمرتبة عظيمة في الترتيبات الأكاديمية. اقترحت أحد التحليلات التجميعية أن الفضول العقلي (كما هو محدد بواسطة المشاركة الفكرية النموذجية) له تأثير مهم على التحصيل الدراسي بالإضافة إلى الوعي والذكاء .
تنتقل بيئة التعلم المنزلي شبه المنظمة للأطفال إلى بيئة تعلم أكثر تنظيمًا عندما يبدأ الأطفال مرحلتهم الدراسية الأولى. يطور التحصيل الدراسي المبكر التحصيل الدراسي فيما بعد.
التنشئة الاجتماعية للوالدين هو مصطلح يصف الطريق التي يؤثر بها الوالدين على التحصيل الأكاديمي للطلاب عن طريق صياغة مهارات الطلاب وسلوكياتهم ومواقفهم تجاه المدرسة. يؤثر الوالدين على الأطفال عن طريق البيئة وحوار الآباء مع أطفالهم. يميل الآباء ذوي التوعية الكبيرة للحصول على بيئات تعلم محفزة.
تعد السنوات القلائل الأولى من حياة الأطفال ذات أهمية حاسمة لتطوير اللغة والمهارات الاجتماعية. يساعد التأهب الدراسي في هذه المجالات الطلاب في التكيف مع التوقعات الدراسية.
يعد وجود النشاط البدني أحد العوامل المطورة للتحصيل الدراسي المهمة جدًا. وقد أظهرت الدراسات أن النشاط البدني يمكنه زيادة النشاط العصبي في المخ. تزيد ممارسة التمارين على وجه الخصوص من وظائف إشارات المخ التنفيذية مثل مدى الانتباه والذاكرة العاملة.